# Marie-Jeanne Brémond
Pour les articles homonymes, voir Brémond.
Marie-Jeanne Brémond, née Lécuyer à Paris le 10 janvier 1870 et morte à Meudon le 27 juillet 1926, est une peintre française.

## Biographie
Élève d'Henri Gervex et de son mari Jean-Louis Brémond, elle expose au Salon des artistes français, à la Société nationale des beaux-arts ainsi qu'au Salon des indépendants.

## Œuvres[2]
- Le Cheval du fermier (dessin rehaussé)
- Chevaux dans une ferme (dessin rehaussé)